# Фантастика Фінляндії
Фантастика Фінляндії — фантастичні твори письменників та письменниць Фінляндії.

## Зародження жанру
Фантастика Фінляндії, якій вже понад сто років, є різноманітною, з невеликою кількістю чітких ліній розвитку. Найпершим оповіданням був цикл «Muistelmia matkaltani Ruskealan pappilaan uuden vuoden aikoina vuonna 1983» («Спогади про мою поїздку до вікаріату Рускеала близько Нового 1983 року») (1883, в газеті Aura) Евальда Фердинанда Янссона. За винятком кількох дитячих оповідань, рання фінська фантастика мала форму майбутніх, іноді соціалістичних, утопій. Скажімо, подорож на Місяць на крижаній кулі в «Matka kuuhun» («Подорож на Місяць») (1887) Тико Хагмана, але першою справжньою фантастикою стала повість «Tähtien tarhoissa» («Серед зірок») (1912) Арвіда Лідеккена, в якій йшлося про Гельсінкі 2140 р. н. е., марсіанську атаку, подорож на Марс і початок мирного співіснування на Землі після того, як Марс було зруйновано падінням астероїдів.

## В передчутті зіткнення з більшовизмом
Страх перед більшовизмом та жахіть Першої світової війни породив кілька спекулятивних романів про майбутню війну. Першим з них був твір «Ylös helvetistä» («Вгору з пекла») (1917) Конрада Лехтімякі. У романі «Suur-Isänmaa» («Велика Вітчизна») (1918) Ялмарі Кара, який пише під псевдонімом Kapteeni Teräs (Капітан Сталь), Фінляндія перемагає Росію, змушує Велику Британію капітулювати і стає наддержавою. У фільмі Аарно Карімо «Третя мить долі» (1926) розповідається про війну 1967—1968 років між Фінляндією та Радянським Союзом, країна якого (в оборонному союзі з монголами) повністю спустошена дивними фінськими винаходами. Типовим героєм того періоду є вчений-винахідник. Найцікавіший з цих «інженерних романів» — «Людина четвертого виміру» (1919) Х. Р. Халлі, в якому нова хімічна речовина дозволяє бачити і ходити крізь тверді предмети. Найкраща книга цього періоду, «Viimeisellä hetkellä» («В останню мить») (1922), також написана Халлі, створює сміливу часову перспективу в далеке майбутнє Землі.

## Становлення класичної фантастики
У 1930-х роках фантастичних книг було менше. Серед найбільш відомих — «Діамантовий король Сахари» (1935), написаний англійською мовою Сігурдом Веттенхові-Аспа, та «Диво острова Кратер» (1939), написаний шведською мовою Оле Еклундом. У 1940-х роках було видано 30 книг фантастики. Найпопулярнішою була серія «Аторокс» Аутсайдера (псевдонім Аарне Хаапакоскі), однойменний персонаж якої був роботом: «Atorox, ihmisten valtias» («Аторокс, повелитель людей») (1947), «Atorox kuussa» («Аторокс на Місяці») (1947), «Atorox Marsissa» («Аторокс на Марсі») (1947), «Atorox Venuksessa» («Аторокс на Венері») (1947), «Atorox Merkuriuksessa» («Аторокс на Меркурії») (1948) і «Atoroxin paluu v. 2948» («Повернення Аторокса в 2948 році н. е.») (1948). Найвидатнішою книгою цього періоду, однак, стала «Gulliverin matka Fantomimian mantereelle» («Подорож Гуллівера на континент Фантомімія») Вольтера Кілпі (1944), де Гуллівер потрапляє з XVIII століття у ХХ.

## Класична наукова фантастика
Сам термін «наукова фантастика» з'явився у Фінляндії в 1953 році з разом перекладами американських книг. У 1950-х роках спостерігалося зростання ентузіазму до наукової фантастики видавництво Otava провело конкурс «Пригоди у світі техніки», переможцем якого став Армас Дж. Пулла
з «Lentävä lautanen sieppasi pojat» («Летюча тарілка викрала хлопчиків») (1954), в якому мурахоподібні марсіани мають намір вторгнутися на Землю. Інші книги десятиліття мали пригодницькі сюжети для підлітків. Серед письменників-фантастів 1950-х років, кожен з яких написав кілька книг, можна назвати Осмо Ільмарі та Антеро Харью, а також Ральфа Парланда (який писав шведською мовою).
1960-ті роки були невдалими для фінської фантастики. Єдиним помітним романом цього періоду був «Місце під назвою Пластон» (1968) Ерккі Ахонена, дія якого розгортається на планеті, мешканці якої живуть у стадах, керованих комп'ютерами. Наступні книги Ахонена, «Tietokonelapsi» («Комп'ютерна дитина») (1972), про вирізаний мозок людського ембріона, з'єднаний з комп'ютером, і «Syvä matka» («Глибока подорож») (1976), про еволюцію свідомості на іншій планеті, є найбільш важливими фінськими науково-фантастичними романами. Серед інших книг 1970-х років варто згадати такі: «Viimeinen uutinen» («Останні новини») (1970) Рісто Каванне про силову політику найближчого майбутнього; «Rösterna i den sena timmen» («Голоси в пізні години») (1971) Бо Карпелана про почуття людей під загрозою ядерної війни; і «Aurinkotuuli» («Вітер з сонця») (1975) Куллерво Куккас'ярві.

## Сучасна фінська фантастика
Новітня фінська фантастика представлена романами «Auruksen tapaus» («Випадок з Аурусом») (1980) Юкки Пакканена — візією майбутнього; «Amos ja saarelaiset» («Амос і острів'яни») (1987) відомого мейнстрімівського письменника Ханну Салама, який у стилістично компактній формі розповідає про світ після ядерної Третьої світової війни; «Лялька ялівцю» (1988), перший роман Пекки Віртанена, та «Месія» (1989) Карі Ненонена — історія про клонування Христа з Туринської плащаниці та наслідки, до яких призвела дана акція. Антології «Jäinen vaeltaja» («Крижаний мандрівник») (1986), «Atoroxin perilliset» («Спадкоємці Аторокса») (1988) та «Tähtipuu» («Початок») (1990) містили переважно оповідання нових фінських письменників, серед яких найкращими на той час були Йоханна Сінісало, Арі Тервонен та Еева-Лііса Тенхунен, відібрані з журналів та літературних конкурсів. Щорічною фінською премією за найкраще оповідання є премія «Аторокс», яку сім разів отримувала Юханна Сінісало, чий твір «Ennen päivänlaskua ei voi» («Не раніше заходу сонця») не лише отримав премію «Фінляндія» за найкращий фінський роман, але й мав міжнародний успіх. Автор фінського походження Ханну Раяніємі, хоча і пише англійською мовою, нещодавно став відомим завдяки роману «Квантовий злодій» (2010) та його продовженням.
Сюжети фінської міфології, зібрані з легенд і балад в епічну поему «Калевала» з 1828 по 1849 рік, не лише надихали фінських письменників — як у «Канаваті» Пекки Віртанена (1985), «Каналах» Вейкко Рекунена (1985) та «Небесних історіях» Ернста Лампена (1918), але й вплинули на творчість фінських письменників за кордоном, як, наприклад, цикл з чотирьох романів «Калевала» Еміля Петайї — «Сага про загублені землі» (1966), «Зоряний млин» (1966), «Викрадене сонце» (1967) і «Трамонтан» (1967) — а також його «Закрутка часу» (1968) і, за авторством Л. Спрега де Кемпа і Флетчера Претта, перша половина фентезі «Стіна змій». Більш пізньою послідовністю фантастики, заснованою на «Калевалі», є «Книги МАНА» Яна Ватсона.

## Часописи жанру
Перший фінський журнал наукової фантастики «Spin» почав виходити у 1977 році як фан-журнал. За ним з'явилися «Aikakone» («Машина часу») (1981), «Portti» («Ворота») (1982), «Tähtivaeltaja» («Зоряний мандрівник») (1982) та «Ikaros» (1986). Крім перекладів, у цих журналах публікуються короткі художні твори фінських письменників, які раніше задовольнялися епізодичними публікаціями в основних періодичних виданнях. «Aikakone» виріс до того, що одноосібно підтримує свій власний фендом і науково-фантастичне середовище, в якому з'являються нові молоді автори. Найбільшим з них є «Portti», за ним йде «Tähtivaeltaja», а потім «Aikakone».

## Фінський фендом
Фінський фендом вже давно є активним; було проведено багато національних конвенцій, відомих як Фіннкон, перші чотири з яких відбулися в Гельсінкі у 1986, 1989, 1991 та 1993 роках. Зараз Фіннкон — це велика щорічна подія з міжнародними та місцевими гостями, місце проведення якої змінюється між містами Гельсінкі, Ювяскюля, Тампере та Турку. Worldcon 75, тобто сімдесят п'ятий Worldcon або Всесвітній науково-фантастичний конвент, у 2017 році відбувся у Гельсінкі. Так, вперше цей захід відбувся у Фінляндії.